# 埼玉県道163号狭山ふじみ野線
埼玉県道163号狭山ふじみ野線（さいたまけんどう163ごう さやまふじみのせん）とは、埼玉県狭山市赤坂交差点から埼玉県ふじみ野市亀久保交差点までを結ぶ県道である。なお、ふじみ野市三角交差点から亀久保交差点まで埼玉県道56号さいたまふじみ野所沢線と重複する。

## 歴史
- 2007年4月1日 路線名を埼玉県道163号狭山大井線から埼玉県道163号狭山ふじみ野線へ変更。

## 沿線
全線が2車線である。埼玉県道6号川越所沢線と赤坂交差点で分岐後、自衛隊大井通信所前を通り、関越自動車道高架下の三角交差点で埼玉県道56号さいたまふじみ野所沢線に合流する。それ以東はスーパーマーケットなどが建ち並び国道254号線に交差して終了する。主に市町村間移動とふじみ野市周辺への買い物客車で利用されている。直接狭山市市街方面に行くことは出来ない。
道中、県道標識が設置されていない上、地図によっては、県道の表記がされていない場合がある。

## 起点・終点
- 起点：埼玉県狭山市大字上赤坂「赤坂交差点」（埼玉県道6号川越所沢線交点）
- 終点：埼玉県ふじみ野市亀久保「亀久保交差点」（国道254号交点）

## 通過する自治体
- 狭山市（市境境）
- 川越市（市境境）
- ふじみ野市（旧入間郡大井町）

## 接続・交差する道路
- 埼玉県道6号川越所沢線（起点）
- 埼玉県道56号さいたまふじみ野所沢線（埼玉県ふじみ野市「三角交差点」、終点）
- 国道254号（終点）